# Лаке крстарице класе Леандер
Лаке крстарице класе Леандер (енгл. Leander-class cruiser) биле су серија од 5 лаких крстарица британске РМ, изграђених у периоду 1931-1934. Најпознатији бродови ове класе били су лаке крстарице Ахил (енгл. HMS Achilles) и Ајант (енгл. HMS Ajax), које су учествовале у победоносној бици код Ла Плате (1939).

## Бродови
Свих 5 бродова ове класе названи су по јунацима грчке митологије: Леандер (енгл. HMS Leander), Орион (енгл. HMS Orion), Нептун (енгл. HMS Neptune), Ајант (енгл. HMS Ajax) и Ахил (енгл. HMS Achilles).

## Карактеристике
Лондонски уговор из 1930. дефинисао је крстарицу као површински ратни брод који није ни бојни брод ни носач авиона, а који има више од 1.850 т депласмана или чија је артиљерија већег калибра од 130 мм. Крстарице су према калибру главне артиљерије сврстане у лаке (енгл. light cruiser), до 155 мм, и тешке (енгл. heavy cruiser), преко 155 мм.